# Бьеркнес, Якоб
Якоб Бьеркнес (англ. Jacob Bjerknes; 2 ноября 1897[…], Стокгольм или Норвегия — 7 июля 1975, Лос-Анджелес, Калифорния) — норвежский и американский метеоролог.

## Научная биография
Бьеркнес входил в группу метеорологов, возглавляемую его отцом, Вильгельмом Бьеркнесом, в Лейпцигском университете. Вместе они разработали модель, которая объясняет возникновение, усиление и окончательный распад (жизненный цикл) среднеширотных циклонов. При этом они ввели понятие фронтов, то есть чётко определённых границ между воздушными массами. Эта концепция получила название «норвежская модель циклона».
Бьеркнес вернулся в Норвегию в 1917 году. Его отец основал Геофизический институт Бергенского университета. Они вместе создали отдел анализа и прогнозирования, который к 1919 году превратился в бюро погоды. В научную группу в Бергене также входили шведские метеорологи Карл Густав Росби и Тур Бержерон.
В 1924 году Якоб Бьеркнес был удостоен степени доктора философии Университета Осло.
В 1926 году Якоб Бьеркнес обеспечивал метеорологическую поддержку перелёта Руаля Амундсена на дирижабле «Норвегия» через Арктику.
В 1931 году он оставил свой пост главы Национальной метеорологической службы в Бергене, чтобы стать профессором метеорологии в Геофизическом институте Бергенского университета. Якоб Бьеркнес читал лекции в Массачусетском технологическом институте в 1933—1934 учебном году. В 1940 году эмигрировал в США и возглавил финансируемый правительством метеорологический проект по прогнозированию погоды на факультете физики Калифорнийского университета в Лос-Анджелесе (UCLA).
Во время Второй мировой войны Бьеркнес получил звание полковника ВВС США и помог найти лучшие даты для атомных бомбардировок Хиросимы и Нагасаки.
Бьеркнес основал Департамент метеорологии Калифорнийского университета в Лос-Анджелесе (позднее он стал Департаментом атмосферных и океанических наук).
В 1969 году Джейкоб Бьеркнес улучшил понимание Южной осцилляции Эль-Ниньо, предположив, что тёплая аномалия в восточной части Тихого океана может ослабить разницу температур между востоком и западом, нарушив пассаты, которые толкают тёплую воду на запад. В результате к востоку вода становится все более тёплой.

## Почести и награды
В 1932 году он стал почётным членом британского Королевского метеорологического общества, а в 1933 году — членом Норвежской академии наук и литературы и Шведской королевской академии наук.
- Королевское метеорологическое общество — Золотая медаль Саймонса (1940)
- Американский геофизический союз — Медаль Уильяма Боуи (1945)
- Кавалер 1-й степени Королевского норвежского ордена Святого Олафа (1947)
- Шведское общество антропологии и географии — медаль Вега (1958)
- Всемирная метеорологическая организация — Премия Международной метеорологической организации (1959)
- Американское метеорологическое общество — медаль Карла-Густава Росби за исследования (1960)
- Национальная научная медаль США (1966)